# Црноклиште
Црноклиште је село (насеље) Града Пирота у Пиротском округу. Према попису из 2022. има 188 становника (према попису из 2002. било је 338 становника).

## Демографија
У насељу Црноклиште живи 298 пунолетних становника, а просечна старост становништва износи 50,5 година (49,5 код мушкараца и 51,3 код жена). У насељу има 122 домаћинства, а просечан број чланова по домаћинству је 2,77.
Ово насеље је великим делом насељено Србима (према попису из 2002. године), а у последња три пописа, примећен је пад у броју становника.
|  |

| Демографија | Демографија | Демографија |
| Година      | Становника  | Становника  |
| ----------- | ----------- | ----------- |
| 1948.       | 929         |             |
| 1953.       | 895         |             |
| 1961.       | 727         |             |
| 1971.       | 618         |             |
| 1981.       | 548         |             |
| 1991.       | 444         | 435         |
| 2002.       | 338         | 338         |

| Етнички састав према попису из 2002.‍ | Етнички састав према попису из 2002.‍ | Етнички састав према попису из 2002.‍ | Етнички састав према попису из 2002.‍ | Етнички састав према попису из 2002.‍ |
| ------------------------------------ | ------------------------------------ | ------------------------------------ | ------------------------------------ | ------------------------------------ |
|                                      |                                      |                                      |                                      |                                      |
| Срби                                 | Срби                                 |                                      | 315                                  | 93,19%                               |
| Роми                                 | Роми                                 |                                      | 22                                   | 6,50%                                |
| Мађари                               | Мађари                               |                                      | 1                                    | 0,29%                                |
| непознато                            | непознато                            |                                      | 0                                    | 0,0%                                 |

| Година пописа     | 1948. | 1953. | 1961. | 1971. | 1981. | 1991. | 2002. |
| ----------------- | ----- | ----- | ----- | ----- | ----- | ----- | ----- |
| Број домаћинстава | 172   | 182   | 194   | 177   | 171   | 146   | 122   |

| Број чланова      | 1  | 2  | 3  | 4  | 5 | 6  | 7 | 8 | 9 | 10 и више | Просек |
| ----------------- | -- | -- | -- | -- | - | -- | - | - | - | --------- | ------ |
| Број домаћинстава | 30 | 36 | 20 | 16 | 8 | 12 | 0 | 0 | 0 | 0         | 2,77   |

| Пол    | Укупно | Неожењен/Неудата | Ожењен/Удата | Удовац/Удовица | Разведен/Разведена | Непознато |
| ------ | ------ | ---------------- | ------------ | -------------- | ------------------ | --------- |
| Мушки  | 145    | 33               | 98           | 12             | 2                  | 0         |
| Женски | 161    | 22               | 93           | 43             | 3                  | 0         |
| УКУПНО | 306    | 55               | 191          | 55             | 5                  | 0         |

| Пол    | Укупно                    | Пољопривреда, лов и шумарство | Рибарство                            | Вађење руде и камена | Прерађивачка индустрија       |
| ------ | ------------------------- | ----------------------------- | ------------------------------------ | -------------------- | ----------------------------- |
| Мушки  | 67                        | 15                            | 0                                    | 0                    | 22                            |
| Женски | 44                        | 18                            | 0                                    | 0                    | 15                            |
| УКУПНО | 111                       | 33                            | 0                                    | 0                    | 37                            |
| Пол    | Производња и снабдевање   | Грађевинарство                | Трговина                             | Хотели и ресторани   | Саобраћај, складиштење и везе |
| Мушки  | 1                         | 14                            | 3                                    | 2                    | 1                             |
| Женски | 0                         | 1                             | 3                                    | 0                    | 1                             |
| УКУПНО | 1                         | 15                            | 6                                    | 2                    | 2                             |
| Пол    | Финансијско посредовање   | Некретнине                    | Државна управа и одбрана             | Образовање           | Здравствени и социјални рад   |
| Мушки  | 1                         | 0                             | 2                                    | 1                    | 0                             |
| Женски | 0                         | 1                             | 0                                    | 1                    | 2                             |
| УКУПНО | 1                         | 1                             | 2                                    | 2                    | 2                             |
| Пол    | Остале услужне активности | Приватна домаћинства          | Екстериторијалне организације и тела | Непознато            | Непознато                     |
| Мушки  | 0                         | 0                             | 0                                    | 5                    | 5                             |
| Женски | 0                         | 0                             | 0                                    | 2                    | 2                             |
| УКУПНО | 0                         | 0                             | 0                                    | 7                    | 7                             |